# Yenicekent
Yenicekent és un municipi dependent del districte de Buldan, província de Denizli al sud-oest de Turquia. La regió és notable perquè els seus altiplans estaven coberts per feréstecs i densos boscos. Yenicekent és també la ubicació de l'antiga Trípolis de Frígia.

## Història
Trípolis de Frígia fou un antic assentament prop del poble de Yenice al districte de Buldan. Les ruïnes es remunten al període hel·lenístic. Trípolis, que es trobava a la ruta de Sardes-Laodicea, que s'estén Mesopotàmia avall, va ser establerta per a propòsits militars i comercials. Trípolis va esdevenir famosa amb l'expansió del cristianisme, amb la seva gent que treballava en l'agricultura i que teixia. La indústria del trenat present a Buldan es pot remuntar a temps antics. Hi ha poques restes de les muralles de la ciutat; només el teatre, l'hipòdrom i algunes tombes sobrevisqueren al gran terratrèmol de 1354. Les ruïnes han estat inexplorades fins avui i se situen a l'est de la ciutat moderna, en els pendents entre Yenicekent i el llit del riu Büyük Menderes, a una distància de 40 km de la ciutat de Denizli.